# نقد مسرحي
النقد المسرحي هو نوع من النقد الفني، الذي يتناول العمل المسرحى كعمل فنى متكامل يشمل النص والعرض المسرحى والكتابة أو التحدث عن تفاصيل الفنون المسرحية مثل الديكور والإضاءة وأداء الممثلين للمسرحية أو الأوبرا.
بعض الصحف الكبرى تغطي الفنون في شكل ما، ويمكن إدراج النقد المسرحي كجزء من تغطية هذه الفنون. في القرن الحادي والعشرين نمت الانتقادات المسرحية في أماكن على الإنترنت، مثل المجلات الإلكترونية والمدونات، في حين أن الانتقادات في الصحف قد تقلصت. تظهر الأبحاث الحديثة أنه على الرغم من الوسط المختلف، قد يكون النقاد على الإنترنت موثوق بهم مثل نقاد المسرح الذين يكتبون للصحف.